# Вибельсдорф
Вибельсдорф (нем. Wiebelsdorf) — деревня в Германии, в земле Тюрингия. Входит в состав коммуны Аума-Вайдаталь района Грайц. Занимает площадь 7,26 км².
Впервые упоминается в 1333 году. Ранее Вибельсдорф имел статус коммуны (общины). 1 декабря 2011 года вместе с рядом других населённых пунктов вошёл в состав коммуны Аума-Вайдаталь.

## Население
Динамика населения (данные по состоянию на 31 декабря каждого года):
| - 1994: 346 - 1995: 363 - 1996: 366 - 1997: 368 - 1998: 368 - 1999: 306 | - 2000: 314 - 2001: 318 - 2002: 305 - 2003: 294 - 2004: 284 - 2005: 279 | - 2006: 278 - 2007: 262 - 2008: 264 - 2009: 258 - 2010: 259 |